# Eritreia nos Jogos Olímpicos de Verão de 2008
A Eritreia competiu nos Jogos Olímpicos de Verão de 2008, em Pequim, na República Popular da China. O país estreou nos jogos em 2000 e esta foi a sua 3ª participação.

## Desempenho

### Atletismo
| Atleta               | Prova              | Eliminatória | Eliminatória | Semifinal   | Semifinal   | Final       | Final       |
| Atleta               | Prova              | Tempo        | Pos.         | Tempo       | Pos.        | Tempo       | Pos.        |
| -------------------- | ------------------ | ------------ | ------------ | ----------- | ----------- | ----------- | ----------- |
| Hais Welday          | 1500 m masculino   | 3:45.06      | 41º          | Não avançou | Não avançou | Não avançou | Não avançou |
| Kidane Tadasse       | 5000 m masculino   | 13:37.72     | 4º           |             |             | 13:28.40    | 10º         |
| Ali Abdalla          | 5000 m masculino   | 13:49.68     | 22º          |             |             | Não avançou | Não avançou |
| Zersenay Tadese      | 10000 m masculino  |              |              |             |             | 27:05.11    | 5º          |
| Kidane Tadese        | 10000 m masculino  |              |              |             |             | 27:36.11    | 12º         |
| Teklemariam Medhin   | 10000 m masculino  |              |              |             |             | 28:54.33    | 32º         |
| Yared Asmerom        | Maratona masculina |              |              |             |             | 2:11:11     | 8º          |
| Yonas Kifle          | Maratona masculina |              |              |             |             | 2:20:23     | 36º         |
| Tesfayohannes Mesfen | Maratona masculina |              |              |             |             | DNF         | DNF         |
| Simret Sultan        | 5000 m feminino    |              |              |             |             | 15:16.25    | 17º         |
| Nebiat Habtemariam   | Maratona feminina  |              |              |             |             | 2:37:03     | 47º         |

Legenda
| Recorde mundial      | Recorde mundial (World record)               |                       | Recorde africano                      | Recorde africano (African) |                                           | Q | Classificado por posição (Qualified) |
| Recorde olímpico     | Recorde olímpico (Olympic record)            | Recorde da América    | Recorde da América (Americas)         | q                          | Classificado por melhor tempo (Qualified) |   |                                      |
| Melhor marca do ano  | Melhor marca do ano (World leading)          | Recorde asiático      | Recorde asiático (Asian)              | DNS                        | Não largou (Did not start)                |   |                                      |
| Recorde nacional     | Recorde nacional (National record)           | Recorde europeu       | Recorde europeu (European)            | DNF                        | Não terminou (Did not finish)             |   |                                      |
| Recorde pessoal      | Recorde pessoal do atleta (Personal best)    | Recorde da Oceania    | Recorde da Oceania (Oceania)          | DSQ / DQ                   | Desclassificado (Disqualified)            |   |                                      |
| Recorde da temporada | Recorde da temporada do atleta (Season best) | Recorde sul-americano | Recorde sul-americano (South America) | NM                         | Sem marca (No mark)                       |   |                                      |